# TC Huo
TC Huo là một nhà văn người Mĩ gốc Lào. Ông tới Mĩ năm 1980 và hiện tại đang sống tại Santa Clara, California. Ông viết cuốn sách A Thousand Wings và Land of Smiles. Năm 2001, ông nhận giải thưởng Asian/Pacific American Librarians Association.